# Olive Schreiner

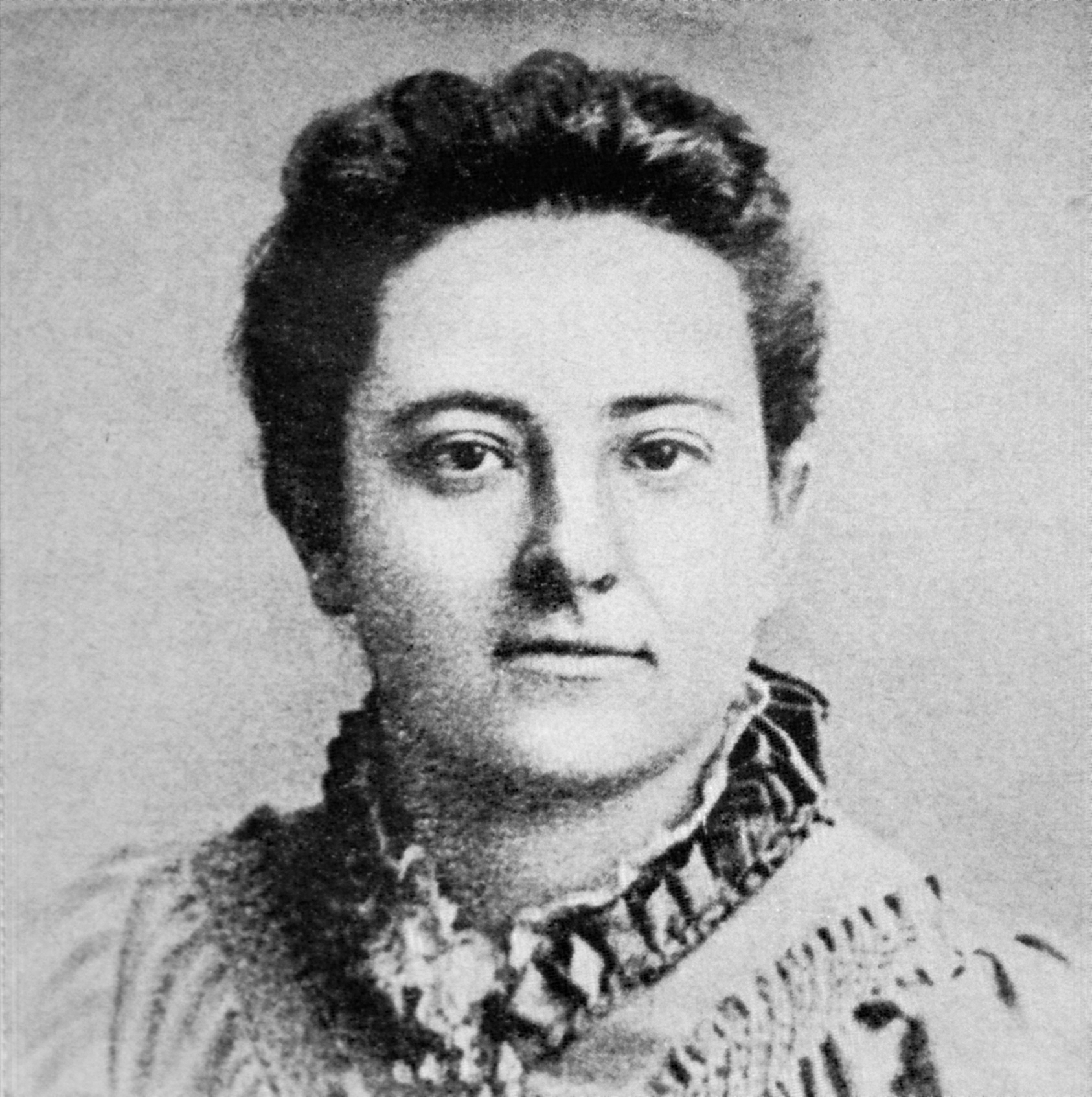
Schreiner in Frankrijk, 1889.

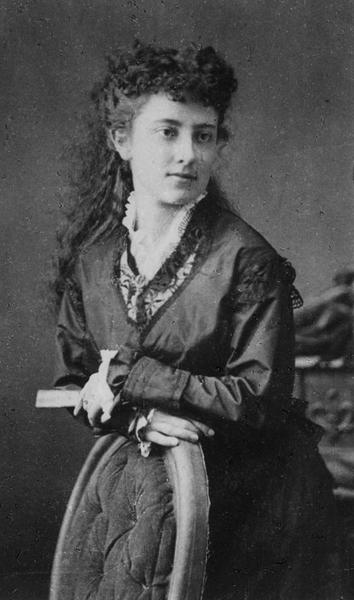

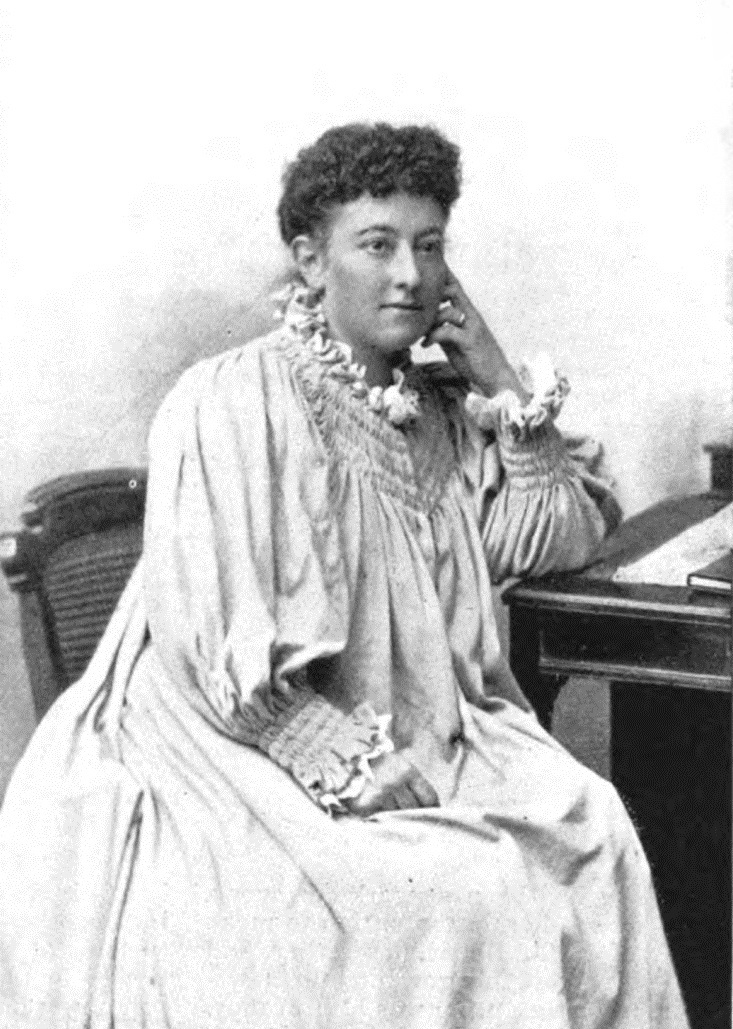
Schreiner in 1897 of eerder.

Olive Emily Albertina Schreiner (Wittebergen (Kaapkolonie), 24 maart 1855 - Wynberg (Kaapstad), 11 december 1920) was een Zuid-Afrikaans schrijfster, anti-oorlogsactiviste, feministe en intellectueel. Ze schreef onder meer de veel geprezen roman The Story of an African Farm (1883). Het gaat over hedendaagse kwesties als agnosticisme, existentiële onafhankelijkheid, individualisme, de professionele aspiraties van vrouwen en de elementaire aard van het leven aan de koloniale grens.
In haar roman From Man To Man Or Perhaps Only (1926), dat postuum werd uitgebracht, stelt ze de behandeling van vrouwen aan de kaak. Zo verkende ze voor dit werk de opsluiting van blanke vrouwen, die veroordeeld waren tot een leven binnenshuis in het Zuid-Afrika van het koloniale tijdperk. Daarnaast moedigde ze haar lezeressen - via het hoofdpersonage - aan zichzelf te herscheppen en hun kinderen zo op te voeden dat zij tegen racisme en seksisme zouden zijn.

## Biografie
Schreiner was de negende van in totaal twaalf kinderen die werden geboren uit een zendelingenechtpaar in Wittebergen in de Oost-Kaap, in de buurt van de nederzetting Herschel. Haar ouders Gottlob Schreiner en Rebecca Lyndall trouwden in 1837 in Engeland. Ze werd vernoemd naar drie oudere broers: Oliver (1848-1854), Albert (1843-1843) en Emile (1852-1852) stierven alle drie nog voordat Schreiner geboren werd. Ook haar zusje Helen overleed als baby. Schreiner genoot thuisonderwijs en werd onderwezen door haar belezen en begaafde moeder. Het gezin leefde in bittere armoede.
Toen haar oudere broer Theophilus in 1867 werd aangesteld als rector in Cradock, ging Schreiner bij hem wonen. Daarnaast ging ze ook naar school, waardoor ze voor het eerst formeel onderwijs ontving. Haar broers en zussen waren erg religieus, maar Schreiner trok het christendom van haar ouders al op jonge leeftijd in twijfel. Dit was de oorzaak van vele ruzies binnen de familie.
Na haar schooltijd koos Schreiner ervoor om gouvernante te worden. Ze gaf les aan kinderen van verschillende ouders, maar er waren regelmatig persoonlijke conflicten. Een probleem dat hierbij steeds naar voren kwam, was haar ongebruikelijke kijk op religie. Haar afvalligheid paste niet goed bij het traditionele boerenvolk waar ze mee werkte. Een andere factor was haar enigszins onconventionele manier van omgang met mannen. In veel gevallen wist Schreiner niet hoe ze zich behoorde te gedragen tegenover haar mannelijke werkgevers en mannen in het algemeen. In 1874 keerde ze terug naar haar ouderlijk huis, maar was gezien de financiële situatie gedwongen haar ouders te ondersteunen en dus ging ze weer als gouvernante aan de slag. In die tijd las Schreiner veel en begon ze serieus te schrijven.

## Engeland en Europa
Schreiners ambities lagen echter niet in de richting van het schrijven. Ze wilde altijd al dokter worden, maar had nooit geld genoeg om een dergelijke opleiding te betalen. Daarom besloot ze verpleegster te worden, aangezien men daar niets voor hoefde te betalen. In 1880 had ze voldoende geld gespaard voor een reis naar Southampton in Engeland. Eenmaal daar zou Schreiner zich realiseren dat haar droom nooit werkelijkheid zou worden, omdat haar slechte gezondheid haar verhinderde een studie af te ronden. Door haar astma moest ze toegeven dat ze alleen door haar schrijfwerk zichzelf kon onderhouden.
Ondanks dat had Schreiner nog steeds een passie om de kwalen van de samenleving te genezen. Wat ze niet door middel van pillen kon doen, deed ze met haar pen. Haar verhaal over een Afrikaanse boerderij werd geprezen om de manier waarop ze de problemen van die tijd aanpakte, variërend van agnosticisme tot de behandeling van vrouwen. Haar relaties met mannen bleven echter ongemakkelijk en ongelukkig. Schreiner droeg geen sluier en had zelden handschoenen aan. Ze werd zelfs bijna gearresteerd vanwege prostitutie, doordat ze mannelijke vrienden op visite kreeg.
In 1886 vertrok Schreiner uit Engeland en reisde ze door Zwitserland, Frankrijk en Italië. Gedurende deze tijd was ze enorm productief en werkte ze onder meer aan From Man To Man Or Perhaps Only. Na deze rondreis keerde ze terug naar Engeland.

## Terugkeer naar Zuid-Afrika
Gezien de situatie in Engeland koos Schreiner ervoor om terug te keren naar Zuid-Afrika. In 1889 zeilde ze naar Kaapstad. Haar terugkeer viel haar in eerste instantie zwaar. Ze voelde zich extreem vervreemd, maar ervoer tegelijkertijd een grote affiniteit met haar thuisland. In een poging om weer contact te maken met haar omgeving, raakte Schreiner steeds meer betrokken bij de lokale politiek. Hier schreef ze een reeks artikelen over, die postuum werden gepubliceerd als Thoughts on South Africa. Door haar werk in de lokale politiek raakte ze bevriend met Emily Hobhouse en Elizabeth Maria Molteno, twee invloedrijke activisten met vergelijkbare opvattingen over burgerrechten en vrouwenrechten.
Hoewel ze bang was dat een huwelijk beperkend zou zijn, trouwde Schreiner in 1894 met Samuel Cronwright. Hij was een politiek actieve boer, die over veel dingen hetzelfde dacht. Na het huwelijk ging ze bij hem op de boerderij wonen. De jaren die volgden waren moeilijk. De verslechterende gezondheid van Schreiner dwong het paar constant te verhuizen. Daarnaast stierf haar eerste en enige kind binnen een dag en eindigden al haar andere zwangerschappen in miskramen. Door de politieke situatie raakte ze in die tijd geïsoleerd van haar familie en ervoer ze lange perioden van eenzaamheid.
In 1898 verhuisde het echtpaar om gezondheidsredenen naar Johannesburg. In de nasleep van de Jameson Raid probeerde Schreiner de Zuid-Afrikaanse functionarissen ervan te overtuigen zich van het oorlogspad af te keren, en toen dat niet lukte, schreef ze het boekje The South African Question by an English South African in een poging de ogen van het Engelse publiek te openen voor de realiteit van de situatie. Deze publicatie was evenmin succesvol, maar Schreiner was onverschrokken. Gedurende de hele oorlog bleef ze - gedreven door haar visie van een niet-racistisch en niet-seksistisch Zuid-Afrika - de belangen van Boeren verdedigen en pleitte ze voor vrede.
De laatste jaren van Schreiners leven werden gekenmerkt door een slechte gezondheid en een toenemend gevoel van isolement. Desondanks hield ze zich nog steeds bezig met politiek en was vastbesloten om haar stempel te drukken op een nieuwe grondwet. Ze pleitte voor meer rechten, niet alleen voor zwarten, maar ook voor vrouwen. Veel succes boekte Schreiner echter niet. Ze omringde zich continu met mensen die er andere zienswijzen op nahielden.
Toen Woman and Labor in 1911 werd gepubliceerd, was Schreiner ernstig ziek. Haar astma, waar ze sinds haar jeugd al last van haar, begon haar parten te spelen. Twee jaar later zeilde ze alleen naar Engeland voor een behandeling, maar kwam daar vast te zitten door het uitbreken van de Eerste Wereldoorlog. Naar aanleiding hiervan schreef ze het boek The Dawn of Civilization. Het zou haar laatste boek zijn dat tijdens haar leven zou verschijnen.
Na de oorlog keerde Schreiner terug naar de Kaap, waar ze in 1920 stierf in haar slaap. Ze werd later begraven in Kimberley. Na de dood van haar echtgenoot werd haar lichaam opgegraven en samen met haar baby, hond en echtgenoot herbegraven bovenop de berg Buffelskop, op de boerderij die bekend staat als Buffelshoek, in de buurt van Cradock.